# 阿魯巴奧林匹克委員會
阿魯巴奧林匹克委員會是阿魯巴的國家奧林匹克委員會。該組織成立於1985年，是國際奧委會和泛美體育組織的成員。

## 外部連結
- 官方网站 （巴皮亞曼多文）